# Teatrul Dramatic de Stat pentru Tineret „Pe strada Trandafirilor Iurie Harmelin”
Teatrul Dramatic de Stat pentru Tineret „Pe strada Trandafirilor Iurie Harmelin” (în rusă, original – «С улицы роз» / „S ulițî roz”) este un teatru dramatic rus din capitala Republicii Moldova.

## Istoric
A fost fondat în anul 1978 la Chișinău ca teatru-studio. Repertoriul său e consacrat în special teatrului contemporan rus și occidental. Pînă la începutul anilor 1990 teatrul-studio de pe str.Trandafirilor a fost una din cele mai "avangardiste" instituții teatrale din Basarabia, teatrul remarcîndu-se și datorită unor actori tineri și talentați precum Ala Baleka (actualmente stabilita în Israel), Harry Kijner, Ilia Herschman, Vlad Kozak (toți trei stabiliți în SUA), Oleg Mîrzac și Aurelia Gheorghiceva (ultimii stabiliți în Germania). Mulți dintre actorii de performanță ai teatrului (Serghei Tușov, Victoria Kazanțeva, Roman Drobat, Elena Iacub ș.a.) au plecat pe parcursul anilor 1990 la diverse instituții teatrale din Rusia.  